# Sophonia singaporensis
Sophonia singaporensis är en insektsart som beskrevs av Baker 1923. Sophonia singaporensis ingår i släktet Sophonia och familjen dvärgstritar. Inga underarter finns listade i Catalogue of Life.